# Maurice Dumesnil
Pour les articles homonymes, voir Dumesnil.
Maurice Hippolyte Dumesnil (né le 20 avril 1884 à Angoulême, mort à Highland Park, dans le Michigan (États-Unis), le 26 août 1974) est un pianiste français.

## Biographie
Maurice Dumesnil a étudié le piano au Conservatoire de Paris avec Charles Wilfrid de Bériot puis Isidore Philipp, dans la classe de qui il obtint un Premier Prix en 1905 . Il fut un élève de Claude Debussy.
Il a entrepris des tournées de concerts à succès à travers l'Europe et l'Amérique.
En 1909, il fit une tournée de concerts avec Maurice Ravel. Le 20 janvier 1911, il donna la première audition britannique du Quintette de Florent Schmitt, en présence de Maurice Ravel.
À partir de 1915, il a joué en trio avec le violoniste Jules Boucherit et le violoncelliste André Hekking. Il a été membre des comités de gestion de piano au Conservatoire de Paris, à l'Ecole Normale de Musique de Paris et au Conservatoire américain.
Installé aux États-Unis, Dumesnil se maria en 1942 à Kansas City avec Evangeline Marie Lehman (1896-1975), compositrice.
En 1934, en réponse à la publication d'un entretien présumé apocryphe de Maurice Ravel, il publia la traduction anglaise d'une réunion d'écrits publics du compositeur.
Il a par ailleurs publié plusieurs livres sur la musique pour piano de Debussy (Comment jouer et enseigner Debussy, Claude Debussy, Master of Dreams, 1940).

## Sources
- (de) Cet article est partiellement ou en totalité issu de l’article de Wikipédia en allemand intitulé « Maurice Dumesnil » (voir la liste des auteurs).